# 香港融樂會
香港融樂會（英語：Hong Kong Unison），成立於2001年3月，為香港一所已不存在的非政府資助非牟利機構，並於2005年註冊成為公共慈善機構（IR File No. 91/7763），致力於服務香港少數族裔及關注影響少數族裔居民的社會政策。時任主席為莊明蓮。。

## 歷任總幹事
- 王惠芬(社工)
- 張鳳美[3]
- 謝永齡

## 歷任項目主任
- 木慧雅[4]

## 文獻
1. ↑  .   [2012-10-26]. （原始内容存档于2020-08-04）. （页面存档备份，存于）

## 相關連結
- 少數族裔學中文
- 十年奔走　只為平等 －－專訪融樂會總幹事王惠芬 （页面存档备份，存于）